# Ocotea rotundata
Ocotea rotundata är en lagerväxtart som beskrevs av H. van der Werff. Ocotea rotundata ingår i släktet Ocotea och familjen lagerväxter. Inga underarter finns listade i Catalogue of Life.